# 조호익
조호익(曺好益, 1545년 ~ 1609년)은 조선 중기의 문신으로 의병을 일으켜 임진왜란 때 공을 세웠다.
본관은 창녕, 자는 사우, 호는 지산으로 유학자 퇴계 이황의 문하생이다. 1576년 경상도도사 최황에게 반항하여 강동으로 유배되어 인재 양성에 힘썼다.
1592년 임진왜란이 일어나자 풀려나 소모관이 되어 중화와 상원 등지에서 전공을 세우고 녹피를 하사받았다. 성주 목사를 거쳐 1595년 안주 목사가 되고 이어 성천과 정주의 목사를 지낸 뒤 사직했다.
1597년 정유재란 발발로 강동에서 의병을 일으켜 활약해 선산 부사로 임명되었으나 사직하였다.
사후에 이조판서에 추증되고 영천 지봉서원과 도잠서원, 성천의 학령서원, 강동의 청계서원에 제향되었다.
문집으로는 《지산집》, 저서로는 《심경질의고오》, 《가례고증》, 《제서질의》, 《주역석해》, 《역상추설》, 《대학동자문답》 등이 있다.